# Peter Joseph Baltes
Peter Joseph Baltes (Ensheim, 7 aprile 1827 – Alton, 15 febbraio 1886) è stato un vescovo cattolico tedesco naturalizzato statunitense.

## Biografia
Monsignor Peter Joseph Baltes nacque a Ensheim, nel Palatinato, il 7 aprile 1827. Era il quarto figlio del falegname e fabbro Andreas Baltes e di sua moglie Susanna (nata Walljan). Nel 1833, quando aveva sei anni, giunse con la sua famiglia negli Stati Uniti d'America e si stabilì a Oswego, New York.

### Formazione e ministero sacerdotale
Studiò al College of the Holy Cross di Worcester e compì gli studi per il sacerdozio al seminario "St. Mary of the Lake" di Chicago e poi al Gran Seminario di Montréal.
Il 21 maggio 1853 fu ordinato presbitero per la diocesi di Chicago dal vescovo di Montréal Ignace Bourget. Tornato in diocesi venne assegnato alla parrocchia di Waterloo. Nel 1855 venne trasferito a Belleville. Lì istituì sia la scuola parrocchiale che l'Accademia per ragazze dell'Immacolata Concezione sotto la cura delle Suore scolastiche di Nostra Signora e costruì la chiesa di San Pietro che in seguito divenne la cattedrale della diocesi di Belleville. Nel 1866 venne nominato vicario generale della diocesi e lo stesso anno partecipò al Concilio Plenario di Baltimora come teologo del vescovo Henry Damian Juncker. Dopo la morte del vescovo Juncker, avvenuta nell'ottobre del 1868, padre Baltes venne eletto amministratore diocesano. Durante la sua amministrazione ottenne dall'Assemblea generale dell'Illinois il passaggio di una legge in base alla quale le congregazioni e le istituzioni cattoliche potevano essere incorporate.

### Ministero episcopale
Il 24 settembre 1869 papa Pio IX lo nominò vescovo di Alton. Ricevette l'ordinazione episcopale il 23 gennaio successivo nella chiesa di San Pietro a Belleville dal vescovo di Fort Wayne John Henry Luers, coconsacrante il vescovo di Covington Augustus Maria Bernard Anthony John Gebhard Toebbe.
Il primo atto ufficiale di monsignor Baltes fu quello di portare le politiche e le pratiche diocesane in conformità con i decreti del Secondo Consiglio Plenario di Baltimora e del Concilio Vaticano I, specialmente per quanto concerneva le scuole parrocchiali. Voleva che ogni parrocchia con un numero sufficiente di bambini avesse una scuola parrocchiale. I parrocchiani che si fossero rifiutati di sostenere una scuola non dovevano ricevere i sacramenti. Regolò inoltre i progetti di costruzione in modo che le parrocchie evitassero di fare debiti schiaccianti e insistette affinché tutti i nuovi edifici fossero costruiti in mattoni per prevenire gli incendi.
Come amministratore e vescovo, monsignor Baltes reclutò attivamente donne religiose per la sua diocesi. Tre delle comunità - le domenicane di Springfield, le suore ospedaliere di San Francesco e le suore adoratrici del Preziosissimo Sangue di Nostro Signore Gesù Cristo - fondarono delle case madri.
Diverse istituzioni importanti furono istituite durante il suo episcopato. Tra essi l'orfanotrofio cattolico di Alton, precursore della Catholic Children's Home, e la St. Vincent's Home di Quincy, che ospitava anziani e infermi.
Organizzò ritiri spirituali annuali con il suo clero, introdusse il canto gregoriano e la musica ceciliana nelle pratiche liturgiche e condannò i giornali cattolici che sfidavano la sua autorità.
La diocesi visse un periodo di crescita significativa dai tempi dell'ingresso del vescovo Henry Damian Juncker nel 1857 alla morte del vescovo Baltes nel 1886. Nel 1857 vi erano 58 chiese con 30 missioni, 28 sacerdoti, 3 religiose e nessun collegio, ospedale o orfanotrofio. Nel 1886 c'erano 210 chiese con 10 missioni, 177 sacerdoti, 418 religiose, 2 collegi maschili, una scuola media maschile, 9 accademie per ragazze, 102 scuole parrocchiali, 13 ospedali, 3 orfanotrofi e 2 case per anziani. All'epoca 11 000 ragazzi e ragazze studiavano in istituti cattolici. I vescovi Juncker e Baltes crearono una vasta infrastruttura istituzionale di scuole, ospedali e orfanotrofi che era sicura e pronta per la continua crescita.
Nel 1878 visitò il suo villaggio natale e celebrò anche una messa nel duomo di Spira, cattedrale della sua diocesi di origine tedesca.
Fu monsignor Baltes a pagare gli studi al Pontificio Collegio Urbano di Roma ad Augustus Tolton, il primo sacerdote cattolico nero degli Stati Uniti d'America e di cui è in corso la causa di beatificazione.
Affetto da malattie a reni, vescica e fegato non fu in grado di partecipare al Terzo Consiglio Plenario di Baltimora del 1884 a causa di problemi di salute. Dopo aver trascorso alcuni mesi negli ospedali di New York e Montréal, tornò ad Alton e, dopo aver sofferto di un'infiammazione al fegato, morì il 15 febbraio 1886 all'età di 58 anni. È sepolto nella cripta sotto l'altare maggiore nell'ex cattedrale dei Santi Pietro e Paolo ad Alton.
Tra la morte di monsignor Baltes e la nomina del successivo vescovo fu padre John Janssen, già vicario generale, a servire come amministratore diocesano. Nel 1887 papa Leone XIII fondò la diocesi di Belleville dalla parte meridionale della diocesi di Alton e padre John Janssen fu scelto come primo vescovo della nuova diocesi. Quello stesso anno, padre James Ryan, originario della diocesi di Peoria venne nominato terzo vescovo di Alton.

## Genealogia episcopale
La genealogia episcopale è:
- Cardinale Scipione Rebiba
- Cardinale Giulio Antonio Santori
- Cardinale Girolamo Bernerio, O.P.
- Arcivescovo Galeazzo Sanvitale
- Cardinale Ludovico Ludovisi
- Cardinale Luigi Caetani
- Cardinale Ulderico Carpegna
- Cardinale Paluzzo Paluzzi Altieri degli Albertoni
- Cardinale Gaspare Carpegna
- Cardinale Fabrizio Paolucci
- Cardinale Francesco Barberini
- Cardinale Annibale Albani
- Cardinale Federico Marcello Lante Montefeltro della Rovere
- Vescovo Charles Walmesley, O.S.B.
- Arcivescovo John Carroll, S.I.
- Vescovo Benedict Joseph Flaget, P.S.S.
- Arcivescovo James Whitfield
- Arcivescovo John Baptist Purcell
- Vescovo John Henry Luers
- Vescovo Peter Joseph Baltes